# Jang Dae-il
Jang Dae-il (ur. 9 marca 1975 w Inczonie) – południowokoreański piłkarz grający na pozycji obrońcy.

## Kariera klubowa
Jang Dae-il swoją karierę rozpoczął w klubie Yonsei University w 1993 roku. W 1998 przeszedł do Seongnam Ilhwa Chunma, w którym grał do 2000 roku. Z Seongnam Ilhwa Chunma zdobył Puchar Korei w 1999 roku. W 2000 roku przeszedł do Busan I'cons, gdzie zakończył karierę piłkarską w 2003 roku, nieosiągniąwszy większych sukcesów.

## Kariera reprezentacyjna
W 1997–1998 Jang Dae-il grał w reprezentacji Korei Południowej. W 1998 pojechał z reprezentacją na mundial do Francji, jednakże był rezerwowym i nie wystąpił w żadnym meczu. Łącznie w reprezentacji Korei Południowej zaliczył 15 spotkań.